# Pierre-Louis Moline
Pour les articles homonymes, voir Moline.
Pierre-Louis Moline, né le 27 mai 1739 à Montpellier et mort le 2 mars 1820 à Paris, est un dramaturge et librettiste d’opéras français.

## Biographie
Fils et petit-fils de négociants montpelliérains, Moline prit d’abord le grade de maître ès-Arts en l’université d’Avignon et vint ensuite à Paris où il fut reçu avocat au Parlement, mais il s’occupa principalement de littérature et de poésie. Auteur prolifique ayant commencé à écrire très tôt pour le théâtre, Moline publia une grande quantité d’écrits et de pièces dramatiques. Durant la Révolution, il fut attaché à la Convention nationale, avec le titre de secrétaire-greffier, et lui fit hommage d’une épitaphe de sa façon, pour le tombeau de Marat.
Gluck a composé de nouvelles mélodies en 1762 pour sa comédie L'Arbre enchanté. Il a composé le livret de la version de 1774 de son Orphée et Eurydice. Il a donné l’opéra-bouffon en 2 actes Le Duel comique en 1776. En 1801, il a traduit le livret de l’opéra-bouffe de Cimarosa Il matrimonio secreto.
Moline a traduit de l’italien les opéras suivants, qui n’ont pas été joués : L’Antre de Trophonius, le Mariage secret, les Horaces et les Curiaces, Don Juan. Il a donné des drames au Théâtre des Associés, depuis Théâtre sans prétention, mais on ignore lesquels on lui doit attribuer parmi ceux qu’on y représentait. Moline a aussi travaillé pour le Concert spirituel. Il a composé plusieurs ariettes de l’opéra-ballet intitulé Cythère assiégée, ou le Siège de Cythère, tragédie lyrique en trois actes en collaboration avec Favart, jouée le 1er aout 1775, musique de Gluck. Enfin il a écrit le Précis historique de la vie de Gustave III, roi de Suède et du maréchal de Richelieu, pour la suite de la Galerie Universelle de Gautier d’Agoty. On trouve un article détaillé sur les productions de Moline, dans les Siècles littéraires de Des Essarts. Une Notice nécrologique très complète lui a été consacrée dans l’Annuaire dramatique (d’Armand Ragueneau et Audiffred), 17e et 18e année 1821 et 22, p. 341-64.
Mort sans héritiers connus, sa modique succession échut à l’administration des Domaines.

## Œuvres
- La Louisiade, ou le Voyage de la Terre-Sainte, poème héroïque, 1763, in-8°.
- Les Amours champêtres, conte, Amsterdam et Paris, 1764, in-8°.
- Les Législatrices, comédie en un acte et en vers libres, mêlée d’ariettes, 1765, in-8°. Reçue aux Italiens en 1773 et mise en opéra-comique.
- Mémoire en réponse à la lettre anonyme sur les Législatrices, 1765, in-8°.
- Ode sur la mort de Mgr. le Dauphin, 1766, in-8°.
- Éloge historique de J. de Gassion, maréchal de France, Pau, 1766, in-8°.
- Recueil d’Ariettes et de Romances, 1766, in-8°.
- Thémistocle, tragédie en cinq actes, 1766, in-8°.
- Le Savetier-médecin, opéra-comique en un acte, 1766, in-8°.Depuis 1773, cette pièce a été portée à deux actes.
- Le Duo (ou le Concert) interrompu, comédie en un acte et en prose, 1766, in-8°.
- Ode sur la Gloire…
- Ode sur la Lune, 1767, in-8°.
- Anne de Boulen à Henri VIII, roi d’Angleterre, héroïde, 176... in-8°.
- Le Débordement du Tarn, poème, 176... in-8°.
- Le Voyage du Mont-Parnasse, épitre en vers.
- La Meunière enrichie, ou le Garçon puni, avec Anseaume, comédie en deux actes et en vers, mêlés d’ariettes, musique de Méreaux, 1767.
- La Sœur supposée, opéra-comique en trois actes et en prose, 1767.
- Richard Minutolo, ou le Dépit réciproque, comédie en un acte et en vers, 1767.
- L’Orpheline anglaise, ou les Trois Tuteurs, opéra-comique en deux actes et en prose, 1767.
- La Fête de Saint-Cloud, divertissement en un acte et en prose, 1767.
- La Couronne de fleurs, opéra-comique, musique de Laurent, 1767
- Le Bon Seigneur, ou le Colin-maillard, opéra-comique, musique de Méreaux.
- La Chasse du Seigneur, ou l’Amant loup- garou, opéra-comique en un acte et en prose, musique de Candeille, 17...
- Orphée et Euridice, tragédie lyrique en trois actes et en vers, traduit de l’italien de Casabigi, musique de Gluck, représentée pour la première fois le 2 aout 1774- in-4°.
- Orphée et Eurydice, tragédie lyrique en trois actes de Christoph Willibald Gluck, aout 1774.
- Roger Bon-Temps et Javotte, avec Dorvigny, comédie en un acte et en prose, mêlée de vaudevilles et d’ariettes, jouée pour la première fois au théâtre Italien, le 13 mai 1775, in-8°.Parodie d’Orphée. On croit que c’est ici le premier exemple d’un auteur parodié par lui-même.
- Arlequin cru fille, comédie en un acte et en prose, jouée à l’Ambigu, 1775.
- L’Arbre enchanté, opéra-comique en un acte et en vers, imité du Poirier, de Vadé, musique de Gluck, représenté à Versailles devant la Cour, 1775.
- Le Duel comique, opéra-bouffon en deux actes et en prose, mêlé d’ariettes, représenté pour la première fois au théâtre italien, le 16 septembre 1776, traduit de l’Italien sur la musique de Paësiello, arrangée par Méreaux, 1776, in-8°.Représenté à Fontainebleau devant la Cour, en 1777.
- L’Inconnue persécutée, comédie mêlée d’ariettes, 1776.La France littéraire (t. III, 1re et 2e parties, 1778), désigne cette pièce comme comédie en deux actes et en prose, mêlée d’ariettes, imprimée en 1776, t. IV, 2e partie,1784 ; tandis qu’elle devient une comédie en trois actes et en vers, imprimée en 1782. Duchesne (Almanach des spectacles, 1777, 1778 et 79), la porte au nom de Moline, comme jouée à Fontainebleau, en deux actes mêlés d’ariettes, en 1776, et imitée de l’Italien sur la musique d’Anfossi. Il la place au répertoire du théâtre Italien, sans en parler aux pièces nouvelles. En 1780, 81 et 82, elle est devenue à Fontainebleau, comédie en trois actes et en vers, mêlée d’ariettes. Cette même année 1782, on trouve parmi les pièces nouvelles de l’Opéra, une Inconnue persécutée, en trois actes, de MM. de Rosoy, Rochefort et Anfossi, tandis que la pièce de Moline reste portée aux Italiens et aux spectacles de la Cour. Plus tard, 1781, la pièce de l’Opéra est attribuée à Moline et de Rosoy ; enfin, en 1794, elle est attribuée à Moline lui seul. Au milieu de toutes ces variations, voici ce qui parait rester constant. En 1776, les comédiens italiens jouèrent à Fontainebleau, devant le Roi, l’Inconnue persécutée de Moline, comédie en deux actes, en prose, mêlée d’ariettes, parodiée sur la musique d’Anfossi ; et Moline saisit cette occasion de la faire porter au catalogue de Duchesne, comme pour familiariser le théâtre Italien avec l’idée qu’elle faisait partie de son répertoire et la faire jouer plus facilement. Après six années d’attente, le poème de l’Opéra fut représenté, et Moline saisit cette occasion pour remettre sa pièce en trois actes et en vers, et il la fit imprimer sous cette forme, en 1782, in-8°. Quant à la mention du nom de Moline au répertoire de l’Opéra, il se pourrait que par quelque arrangement dont on a vu plusieurs exemples, de Rosoy ait permis que le nom de Moline fut placé à côté du sien, après le titre de son Inconnue persécutée mais, en 1792, de Rosoy ayant péri sur l’échafaud, son nom disparut aussi des affiches et des almanachs, et il ne resta plus que celui de Moline et du musicien.
- Histoire du grand Pompée, Londres,Paris, 1777, 2 vol. in-12,
- L’Ombre de Voltaire aux Champs-Elysées, comédie-ballet, en un acte, en prose et en vers, représentée au théâtre des PetitsComédiens du bois de Boulogne, 1778, in-8°.
- Les Amans militaires, ou Mme Terrible (parodie d’Armide), vaudeville en deux actes et en prose, représenté à Meaux, pour le prix de la fête de l’arquebuse, par les élèves de la danse de l’Opéra, 1778.
- L’Amour enchainé par Diane, mélodrame en un acte, musique du chevalier Lenoir-Duplessis, 1779, représenté au théâtre des Élèves de la danse pour l’Opéra.
- Ode à la nation française, sur la conquête de l’Ile de la Grenade par l’armée du Roi, sous les ordres de M. le comte d’Estaing, 1779, in-8°.
- Laure et Pétrarque, opéra en un acte, musique de Candeille, composé en 1767, et joué à Marly, devant la Cour, en 1778, joué à l’Opéra le 2 juillet 1780.
- Ariane dans l’ile de Nàasos, opéra en un acte, représenté sur le théâtre de l’Opéra, le 24 septembre 1782.
- La Discipline militaire du Nord, drame en quatre actes, imité de l’allemand de Moëller, 1782, in-8°.Cet ouvrage, traduit par Friedel, fut arrangé pour la scène française par Moline, et ainsi représenté au théâtre des Tuileries, le 12 novembre 1781. Il n’obtint pas de succès, et Moline le mit en vers et le fit imprimer sans le faire jouer. On désigne aussi cette pièce sous ce titre : Le comte de Waltron. Il en existe deux autres imitations, en français.
- Acis et Galathée, opéra-comique en un acte, musique de Lépine. Représenté au théâtre de Beaujolais, le 4 décembre 1786.
- Le Roi Théodore à Venise, opéra en trois actes, traduit de l’italien, sur la musique de Paësiello, représenté sur le théâtre de l’Opéra, le 11 septembre 1787. in-8°.Il existe une autre traduction de la même pièce par Dubuisson, représentée à la Cour, la même année.
- L’Amant à l’épreuve, avec M. Fillette-Loraux, opéra-comique en deux actes, joué au théâtre Italien, le 5 décembre 1787.
- Les Précieuses ridicules (de Molière), mises en opéra en un acte, musique de Devienne, représentées au théâtre Montansier, au Palais-Royal, le 9 aout 1791.
- Les Alchimistes, opéra en deux actes, joué à Louvois, le 3 septembre 1791.
- Le Barbier de Séville, opéra en quatre actes, parodié sur la musique de Paësiello, joué au théâtre Italien, le 16 mars 1793.
- La Réunion du 10 aout, ou l’Inauguration de la République française, Sans-culotide dramatique, en cinq actes, avec Bouquier, membre de la Convention.représentée sur le théâtre de l’Opéra, le 5 avril 1794; musique de Porta. in-8, novembre 1793.Cet opéra, composé pour une fête nationale, était sans récitatif ; et tout ce qui n’avait pas de chant se déclamait. Les personnages étaient le président de la Convention, les députés, les envoyés des assemblées primaires, les membres des autorités constituées, etc. Au premier acte, le cortège partait de la place de la Bastille ; au second, la scène représentait le boulevard des Italiens, avec les colonnes qu’on y avait élevées pour la fête de l’Être-Suprême ; au troisième, la place de la Révolution ; au quatrième, les Invalides ; au cinquième, le Champ-de-Mars, théâtre de la fédération. À chacune de ces stations, les personnages chantaient des vers analogues à l’objet de la scène. Le spectacle de ce drame était, a-t-on dit à l’époque, fort pompeux. Sur la motion de Thuriot, appuyée par Merlin, il avait été décrété que le Comité de salut public ferait les frais de la représentation. On trouve l’analyse de cette pièce dans le Moniteur du 27 floréal, an II (16 mai 1793), et des extraits dans celui du 21 messidor (9 juillet) suivant.
- Le Tombeau des imposteurs, ou l’Inauguration du temple de la Vérité, sans-culotide dramatique en trois actes, mêlée de musique ; les accompagnemens des vaudevilles par le citoyen F. ; la musique nouvelle par le citoyen Porta, avec Léonard Bourdon et Valcour) , avec une Épitre dédicatoire au pape. An II, in-8°.Destinée au Théâtre français, cette pièce n’a pas été représentée.
- Prologue d’ouverture pour l’Opéra, sous le nom de Théâtre des arts, rue de la Loi (Richelieu), joué le 7 aout 1794.
- L’Enlèvement du sérail, opéra-comique en trois actes, parodié de l’allemand sur la musique de Mozart, joué au théâtre de l’Opéra-Bouffon (Lycée des arts), en 1748.Cette pièce a été lue sous une autre forme à l’Opéra, en 1818.
- Aline et Julien, ou l’Heureux Expédient, opéra en un acte, musique de Lefebvre, représenté au théâtre des Victoires nationales, en 1799 (oo peut-être à la fin de 1798).
- La Caverne infernale, opéra-comique en deux actes et en prose, musique de Toméoni, représenté au théâtre des Jeunes Artistes, le 9 avril 1801.
- Diane et l’Amour, opéra anacréontique en un acte et en vers, musique d’Edelmann, joué au théâtre des Jeunes-Élèves, le 6 mars 1802, in-8°.Composé primitivement lu à l’Opéra en 1783.
- La Belle Égyptienne, vaudeville représenté au Théâtre de Molière, le 9 novembre 1802.
- Zétis, opéra, musique de Charpentier, représenté aux Jeunes-Élèves, le 19 décembre 1804.
- Le Triomphe d’Alcide à Athènes, avec Anne-Adrien-Firmin Pillon-Duchemin, drame historique en deux actes et en vers, musique de M. Bianchi, représenté aux Jeunes-Élèves, au mois de septembre 1806.Les auteurs traduisirent cette pièce en italien, et la dédièrent en français, aux armées de l’Empire français, et en italien au roi de Naples. Cet ouvrage, reçu à l’Opéra dès 1778, était en trois actes et de Moline seul ; la musique de Méreaux. C’était alors une tragédie lyrique, dont Pillon a fait un opéra héroïque.
- Les Amours de Vénus et de Mars, avec Cubières-Palmézeaux, opéra-comique en trois actes, musique de Catrufo (dont elle fut le coup d’essai), 1806 ; non représenté.
- L’Amour et Psyché, avec Cubières-Palmézeaux, vaudeville en un acte, 1807 ; non représenté.
- Roméo et Juliette, tragédie lyrique en 3 actes, avec Cubières-Palmézeaux. Musique de Porta. Publié chez Allut en 1806.Il parait que ces deux auteurs ont refait ensemble l’opéra de Romeo, qu’ils ont aussi fait imprimer, mais non représenter. Il avait été lu à l’Opéra en 1790, et Porta en avait composé la musique.

Tous ces ouvrages n’ont peut-être pas été imprimés. Moline a encore composé les sept pièces suivantes, dont quelques-unes ont pu être jouées. Les deux premières sont antérieures à 1800 :
- La Bibliothèque magique, opéra en un acte, musique de Toméoni.
- Diane et Endymion, opéra en un acte.

Les cinq pièces suivantes sont antérieures à 1806.
- Deux enfans pour un, mélodrame.
- Les Grâces, opéra.
- Michelin, ou l’Humanité récompensée, mélodrame.
- Le Premier Navigateur, opéra.
- Le Bouquet filial, avec Aude neveu, vaudeville.D’après le désordre qui règne dans l’histoire des compositions dramatiques de Moline, et d’après les mutations que plusieurs d’entre elles ont subies, il est facile de juger qu’il travaillait aux ordres des compositeurs, à peu près comme le rédacteur du libretto de l’Opéra italien.

Les pièces suivantes, composées par Moline, ont été lues à l’Opéra, mais n’ont pas été plus loin, du moins pour la plupart, que cette première épreuve :
- L’Amour captif (ou prisonnier), musique d’Edemann. Mars, 1778.
- Don Carlos ou la Belle Invisible, opéra-ballet-héroïque, ariettes de M. Goblain fils, musique de divers maitres d’Italie, arrangée par le chevalier Lenoir-Duplessis. Reçu en 1780.
- Ulysse et Circé, tragédie lyrique en un acte, 1778.
- Arion, ou la Naissance du fils de Jupiter, opéra-ballet héroïque-allégorique, en un acte, musique de Méreaux, 1778. Composé à l’occasion de la grossesse de la Reine.
- La Jeune Persane, opéra-ballet en trois actes, musique de Sacchini, 1782.
- La Foire de Venise, opéra en cinq actes, musique de Sélieri, 1784.
- La Précaution inutile, opéra en trois actes, musique de Porta, 1789.
- Pygmalion et Galathée, opéra en un acte, musique de Miller-Krasinski. Reçu en 1799.
- Numa-Pompilius, pastorale héroïque en quatre actes, 1810.
- L’Ile de Circé, ou la Naissance du fils de Jupiter, opéra en un acte, musique de Méreaux (manuscrit de dix-neuf pages in-folio).Cette pièce, composée à ce qu’on croit, à l’occasion de la naissance du fils de Napoléon, n’est pas la même qu’Arion, indiqué ci-dessus, malgré l’identité du second titre. Seulement on retrouve vers la fin quelques vers que l’auteur a empruntés à sa première pièce. Il a aussi encadré dans celle-ci quelques-uns de ceux de la célèbre cantate de J. B. Rousseau. C’est probablement de cette pièce qu’est extraite une Cantate sur la naissance du roi de Rome, qu’on trouve imprimée sous le nom de Moline, dans les Hommages poétiques de Lucet.
- La Statue de Henri IV, intermède, 1817.